# Tenualosa reevesii
Tenualosa reevesii is een straalvinnige vissensoort uit de familie van haringen (Clupeidae). De wetenschappelijke naam van de soort is voor het eerst geldig gepubliceerd in 1846 door Richardson.